# Cocadaboa
Cocadaboa foi um website de humor mantido por Wagner Martins, que assina como Mr. Manson.
O site foi criado em 2001, com a reunião de outros 5 colaboradores além de Manson: Eddie Torres, MEM, Sherlock Holmes da Silva, P.I.R.U. e Mulher Maravilha. Posteriormente, juntaram-se ao núcleo de colaboradores regulares Odisseu Kapyn e Adaílton Persegonha (Felipe Flexa). Seções polêmicas como o Bolão Pé na Cova, o S.a.C.aneie e os artigos de conteúdo crítico e sarcástico tornaram o site conhecido.
Hoje o endereço leva a uma página que simplesmente concentra as atividades online de Mr. Manson, principalmente posts do Twitter.

## Ameaças e processos
Segundo o autor, o Cocadaboa recebeu várias ameaças de processo em seu primeiro ano de vida[carece de fontes?]. Em 2002, seu conteúdo foi migrado para os Estados Unidos a fim de evitar problemas com a justiça brasileira. O autor, no entanto, alega que seu site está hospedado na Eslovênia, alegação esta que não é verdadeira.
Celebridades como Luciano Huck, Sandy, e Marcos Mion entraram com processos por calúnia e difamação contra Mr. Manson. Este último conseguiu eliminar a matéria que falava ofensivamente sobre ele[carece de fontes?].
Em 2002 os provedores de Internet Telefônica, UOL e iG teriam bloqueado o acesso ao site para seus usuários. Uma denúncia feita pela jornalista Córa Ronai de O Globo ganhou repercussão e os provedores não apresentaram mais "problemas".
Em 2003 o Cocadaboa recebeu um comunicado da Coca-Cola com ameaça de processo e se viu obrigado a trocar seu logotipo. A logo passou então a ser inspirado na Pepsi.
Em 2004, o Cocadaboa passou a pregar peças na imprensa brasileira dando falsos furos de reportagem e induzindo outros veículos a publicar boatos como verdade sem sequer averiguar os fatos.
Logo no início de 2005, o Cocadaboa protagonizou outra grande polêmica: explorando uma suposta falha de segurança no Internet Explorer, o site, em conjunto com o leitor Vinícius K-Max, teria sequestrado algumas das maiores comunidades no site de relacionamentos Orkut para promover o navegador livre Firefox. Apesar do Manson alegar que os sequestros foram para o "bem geral" dos sequestrados, a atitude desagradou muitos internautas. Houve muitos protestos no Orkut, centenas de comunidades contra o ato e também houve vandalização em massa nos scraps do perfil de Manson. Sempre que supostas falhas eram apontadas em sistemas populares, o Cocadaboa as divulgava e incentivava o abuso da brecha. O Orkut era um dos alvos preferidos do site.

## Livro: "Transpiauí: Uma Peregrinação Proctológica"
Outro alvo recorrente das piadas do site é o estado do Piauí. Mr. Manson escreveu um livro intitulado Transpiauí: Uma Peregrinação Proctológica gerando muita polêmica e duras críticas da imprensa local piauiense. O livro trata o lugar como sendo "o cu do mundo". O autor cita algumas vezes o Cocadaboa no livro[carece de fontes?].

## Leilões bizarros
O site Leilões Bizarros, filiado ao Cocadaboa e de autoria também de Manson, iniciou um projeto inusitado. Tratava-se de uma seleção de leilões de produtos ou serviços pouco comuns ou pitorescos que são anunciados no sistema de leilões Mercado Livre. Os produtos anunciados chegaram a receber cerca de duas mil visitas em algumas horas[carece de fontes?] e após a publicação dos leilões os vendedores começam a receber perguntas irônicas, ofensivas e impertinentes sobre os produtos.

## Rifa de um blog famoso
Na onda dos leilões bizarros, o site lançou uma brincadeira "séria" em agosto de 2006: "A Rifa do Blog Famoso" e "Tenha um Blog, Famoso". Manson quis vender mil adesivos por R$ 10 cada um, o que lhe renderia R$ 10.000,00. A grande apelação e polêmica do negócio era oferecer um número de rifa junto do adesivo que sortearia um "blog famoso" todo pronto, com a ajuda direta de Manson nos primeiros meses e hospedagem grátis, além de outros benefícios. No final das contas, os adesivos nunca foram entregues e o vencedor da rifa não ficou famoso com o blog.